# 任繼祖
任繼祖（1454年—？年），字述之，河南開封府陳州項城縣人，明朝政治人物。

## 生平
河南鄉試第十四名舉人。成化二十三年（1487年）中式丁未科三甲第二百二十八名進士。官至戶部員外郎。

## 家族
曾祖任敬；祖父任脩，知縣；父任聰，母孫氏。